# 44 г. пр.н.е.
44 (четиридесет и четвърта) година преди новата ера (пр.н.е.) е обикновена година, започваща в неделя или понеделник, или високосна година, започваща в петък или събота по юлианския календар.

## Събития

### В Римската република
- Консули на Римската република са Гай Юлий Цезар (за V път) и Марк Антоний. Суфектконсул става Публий Корнелий Долабела.
- Февруари:
  - Цезар приема титлата пожизнен диктатор.[1]
  - Рим празнува фестивала Луперкалия. Марк Антоний се опитва да постави диадема на главата му, но Цезар отказва и нарежда короната да бъде поставена в храма на Юпитер.[2]
- 15 март (мартенските иди) – Юлий Цезар е убит от група сенатори, сред които са Марк Юний Брут, Гай Касий Лонгин и Децим Брут.[2]
- 20 март – погребението на Цезар. Погребална реч на Антоний.
- Април – Октавиан се завръща в Рим, за да приеме наследството на Цезар, въпреки че майка му Ация и Антоний го съветват да не го прави.
- Юни – Антоний е назначен за управител на Трансалпийска Галия и Цизалпийска Галия.
- 2 септември:
  - Клеопатра VII обявява сина си за съвладетел под името Птолемей XV Цезарион.
  - Цицерон произнася първата си „Филипика“ срещу Антоний.[3]
- Декември – Антоний обсажда Децим Брут в Мутина[3]

## Починали
- 15 март – Юлий Цезар (роден 100 г. пр.н.е.)
- Публий Сервилий Вация, римски политик (роден 134 г. пр.н.е.)
- Птолемей XIV, фараон на Египет от династията на Птолемеите (роден 59 г. пр.н.е.)
- Буребиста, цар на даките